# مركز الوثائق التاريخية
يُعَدُّ مركز الوثائق التاريخية في دبي نافذةً تراثيةً تتجلَّى أهميتُها في توثيق تاريخ المنطقة وتشكيل أثر ثقافيٍ وحضاريٍ في مجال التوثيق التاريخي. تم تصميمُ مبناه بملامحٍ تراثيةٍ تعكسُ الميراثَ التاريخي في حي الشندغة التاريخي، حيث أنشأته بلدية دبي بهدف حفظ وتوثيق الوثائق والسجلات القديمة والنادرة التي تعودُ إلى مراحل تطوُّر المدينة في مختلف المجالات. يهدف المركز أيضًا إلى الحفاظ على الإنجازات الحضارية لإمارة دبي عبر العصور، حتى الوقت الحاضر، بهدف إلهام الأجيال وتحفيزها على العطاء والبناء والحفاظ على المنجزات التي تم تحقيقها.
يعتبر مركز الوثائق التاريخية في دبي مبتكرًا على مستوى الإمارة بأسلوبه في عرض الوثائق على غرار المتاحف. يعتمد المركز أفضل الممارسات في حفظ وتجميع وتنظيم وتصنيف وترميز الوثائق، ويتبع المنهجيات العالمية المعتمدة في مجال التوثيق. يسعى المركز أيضًا لتوفير الوثائق وإتاحتها للباحثين والمهتمين ولكل من يرغب في استكشاف تاريخ الإمارة، ويوفر فرصةً للتعرف على ماضي الإمارة واستكشاف رحلتها التاريخية.

## المفهوم
تجسد إنشاء مركز دبي للوثائق التاريخية في حي الشندغة، التابع لبلدية دبي وتحت إدارة التراث العمراني، رؤية الشيخ محمد بن راشد آل مكتوم، حيث يعكس الاهتمام بالحفاظ على تراث وثقافة الإمارة التي تم توارثها عبر الأجيال. تم اختيار منزلين تاريخيين لتكونين مقرًا للمركز، يعودان للمواطنين علي بن حزيم وأحمد بن زايد، وتم تجهيزهما لتلبية احتياجات المركز. يتألف البيت الأول من أربع غرف في الدور الأرضي، وليوانين وسلم يصعد إلى الدور العلوي، ويتكون الدور العلوي من عدة غرف وليوان ممتد يشمل الغرف. أما البيت الثاني فهو يتألف من فناء كبير في الوسط محاط بست غرف وليوان في المدخل وآخر في الجهة الغربية الجنوبية من الدور الأرضي. يتم الوصول إلى الدور العلوي بواسطة سلم، ويوجد فيه غرفة كبيرة مظللة بالليوان. في عام 2016، تم تحويل البيتين إلى مركز دبي للوثائق التاريخية، حيث استُخدمت غرف الدور الأرضي لعرض وحفظ الوثائق، واستُخدم الدور العلوي للإدارة وقاعة الباحثين.  
بدأ المركز بحوالي ألف وثيقة، وحاليًا يحتوي على حوالي 100 ألف وثيقة، استفاد منها مئات الطلاب الذين يسعون للحصول على درجات الماجستير والدكتوراه، بالإضافة إلى العديد من الباحثين والمتخصصين. قدم المركز عدة معارض، بما في ذلك معرض في جامعة زايد ومعرض في المدرسة الأهلية الخيرية ومعرض ضمن فعاليات مؤتمر العلوم عند العرب والمسلمين في جامعة الشارقة، بهدف إبراز محتويات المركز أهمية الوثائق في إلقاء الضوء على التاريخ.

## أنشطة وفعاليات
يقوم المركز أيضًا بتنظيم ورش عمل لترميم الوثائق التاريخية بالتعاون مع مركز جمعة الماجد، وقد نظم معرضين متخصصين عن وثائق عائلتي المنصوري والسركال. وقد تم طبع كتاب بعنوان "كتاب بلدية دبي - وثائق تاريخية"، بالإضافة إلى دراسة حول كتاب "الشيخ راشد بن سعيد آل مكتوم - وثائق تاريخية"، ويتم حاليًا طبع كتابين آخرين عن وثائق أسرتي السركال والمنصوري.
تعاون المركز أيضًا مع مراكز أخرى في الدولة، مثل دارة الشيخ سلطان في الشارقة ومركز الوثائق التاريخية في رأس الخيمة ومركز الأرشيف الوطني في أبوظبي. وعلى المستوى الخليجي، يتم التنسيق والتعاون مع مركز الوثائق في البحرين ومسقط، بالإضافة إلى مركز الوثائق الخاص بمجلس التعاون الخليجي. توجد أفكار أيضًا لربط المراكز التاريخية في الخليج ببعضها البعض، بهدف تعزيز التعاون وتبادل المعرفة والخبرات. كما قام المركز بتنظيم أكثر من 13 معرضًا من قبل المركز، بما في ذلك معرض في جامعة زايد، وآخر في المدرسة الأهلية الخيرية، ومعرض ثالث في جامعة الشارقة على هامش مؤتمر العلوم للعرب والمسلمين. تم تسليط الضوء خلال هذه المعارض على محتويات المركز وأهمية الوثائق في إلقاء الضوء على التاريخ.

## أقسام المركز
المركز مؤلف من طابقين، الطابق الأرضي يعرض الوثائق الإدارية، الدينية، الاجتماعية والاقتصادية، بالإضافة إلى النشرات والصور القديمة، والخرائط والرسائل والصحف المتعلقة بدبي. أما الطابق العلوي، فهو يضم مكاتب الموظفين وقاعة بحث للباحثين والدارسين. بين القاعات الموجودة في المركز، هناك قاعة "آل مكتوم"، التي تحتوي على المراسلات الخاصة بالأسرة الحاكمة في الخمسينيات، وكل الوثائق المتعلقة بها. تم تصنيف الوثائق حسب تخصصها، بما في ذلك الوثائق السياسية، الاجتماعية، الإدارية والاقتصادية.
تم الإشارة إلى وجود جزء مخصص للتواقيع التي كانت ذات أهمية كبيرة في تلك الفترة، خاصة أن لكل توقيع شكلاً خاصاً به وطريقة قراءة محددة. وأضيف أن هناك خرائط تعود للفترة البريطانية والعثمانية المتعلقة بدبي، وتحتل مكانًا مميزًا في المركز.

## الانطلاق إلى المستقبل
أكد الشيخ محمد بن راشد آل مكتوم، خلال زيارة تفقدية إلى مشروع "تطوير منطقة الشندغة التاريخية"، على أهمية الحفاظ على المواقع التراثية وتوفير الاهتمام والرعاية الكاملة لها. يؤكد أن تلك المواقع تمثل جزءًا حيويًا من تاريخ دبي ودولة الإمارات بشكل عام. فهي تمثل جسرًا يربط الأجيال الحالية والقادمة بتراثهم الأصيل وثقافتهم. تلك العناصر تعد الركيزة الأساسية التي ينبغي الانطلاق منها نحو المستقبل.